# Обућарство
Обућарство је занат прављења и поправке обуће. 
Обућар је особа која се бави обућарством. Постоје две врсте обућара: они који праве нове ципеле и они који се баве поправкама (такозване „крпе“, јер су крпили обућу).
Они који су се бавили израдом нових ципела су обично у некој главној - прометној улици имали радњу. Овакви обућари су били "Газде". Они су комуницирали са муштеријом. Газди је био посао да, забављајући муштерију, са муштеријом из неког модног магазина одаберу модел и узму меру, стопала. Онда би се на основу величине купчевог стопала одабрао дрвени калуп око кога би се радила ципела. Сталне муштерије су имале „свој“ калуп, а на калуп, су се по потреби додавале лепљењем и додавањем аномалије стопала купца, на пример чукљеви. Ципелу је обично радио неки мајстор у задњем делу радње али још чешће у свом стану. Тај илегални рад у сопственом стану се звао „рад на сиц“ јер радник није био пријављен и на њега Газда није имао издатке за порез, осигурање и сл.
Ципела се састојала од доњег дела званог „ђон“ и горњег дела по имену „лице“. Оба дела су се радила од чисте коже. Прво се шило лице а онда се зашивало, ручно за ђон. Тај тип ручно спојеног лица и ђона специјалним концем се звало „рам шивен ђон“.
Људи скромнијих могућности су на ђон стављали "блокеје“ комад метала закован на ђон на местима испод прстију и пете ципеле. Блокеј повећава дуготрајност ципела спречавајући хабање ђона.
* „Крпе" су се бавиле поправкама ципела. Седели су на троношцу и испред себе имали низак сточић. Испод сточића је била посуда са водом, где су пре започињања поправке, на мах квасили ђон да се не би дизала прашина док по ђону ударају чекићем. Постоји посебан обућарски алат - Козлић, метално помагало на које се ставља ципела док се у њу нпр. закивају ексери.
Обућарски алат је обућарски чекић. Обућарски чекић има савијени, предњи део за вађење ексера и задњи проширен да се теже промаши ексер код закуцавања. Ту је потом шило којим се разбушују рупе на ђону пре него што се у њега укуца дрвени ексер. Дрвени ексер, јер не рђа и боље подноси влагу. Ту је и лепак тзв. ћириш којим се лепила кожа. Еснафска болест „Крпа“ су биле стомачне болести због савијеног положаја током рада.
Ципеле су се чистиле „ималином“, а имати прљаве ципеле је била срамота. „Погледај му обућу, па га пусти у кућу“.
И овде је индустријска производња учинила своје. Производња ципела по мери више готово да не постоји а и „крпа“ је све мање јер су нови ђонови од синтетичких материјала веома издржљиви. Данас се још само ту и тамо залепи по нека потпетица јер је готово јефтиније купити нову ципелу него поправљати стару. А и те старе нису као оне ... некад. Тако да је трајност поправљене ципеле релативно кратка. Наравно ни блокеје више нико не ставља.
Обућа настала од спортских патика је умногоме потиснула производњу и употребу класичних ципела.